# Josipdol (Słowenia)
Josipdol – wieś w Słowenii, w gminie Ribnica na Pohorju. W 2018 roku liczyła 305 mieszkańców.